# Виллин
Виллин — тканеспецифичный белок массой 92.5 кДа, который связывает актиновые филаменты щеточных каемок. Содержит повторяющиеся гельзолин-подобные домены, увенчанные небольшой (8.5 кДа) «головкой» на С-конце, состоящей из быстро и независимо формирующихся трехспиральных последовательностей, стабилизированных гидрофобными взаимодействиями. Головка (“headpiece”) часто  используется для изучения белков  методом молекулярной динамики  вследствие своих малых размеров, короткого времени сборки и короткой первичной последовательности.

## Структура
Виллин состоит из 7 доменов, 6 гомологичных доменов образуют N-концевую область, а оставшийся домен формирует С-концевой участок. Виллин содержит 3 участка связывания фосфатидилинозитол-4,5-бисфосфата (PIP2), один находится в головке, а два других – в основной части белка. Основной участок состоит приблизительно из 150 аминокислотных остатков, сгруппированных в 6 повторов. Над ним находится гидрофобный С-концевой домен, состоящий из 87 остатков. Головка (HP67) образована компактно свернутым белком из 70 аминокислот на карбоксильном конце. Головка образует F-актин-связывающий домен. Радикалы K38, E39, K65, 70-73:KKEK, G74, L75 и F76 окружают гидрофобную сердцевину и, вероятно, участвуют в связывании F-актина. Остатки E39 и K70 образуют соляной мостик (ионную связь) белка, находящийся внутри головки и необходимый для связывания N-и C-концевых участков. Этот соляной мостик также может направлять и фиксировать С-концевые остатки, участвующие в связывании F-актина, так как в отсутствие этого мостика связывания не происходит. Гидрофобная «шапочка» (кэп) образована боковыми цепями радикала W64, которые полностью идентичны у всех белков семейства виллина. Под этой шапочкой находятся чередующиеся положительно и отрицательно заряженные участки. Виллин может претерпевать посттрансляционные модификации, такие как  фосфорилирование по тирозину. Виллин также димеризуется; сайт  связывания, необходимый для димеризации,  находится на N-конце.

## Экспрессия
Виллин — актин-связывающий белок, экспрессирующийся в основном в щеточных каемках эпителия позвоночных, но иногда он синтезируется  в клетках простейших и разных тканей растений. Виллин найден в ворсинках щеточных каемок эпителия, выстилающего кишечник и собирательные трубочки почек позвоночных.

## Функция
Виллин, видимо, принимает участие в нуклеации, образовании, соединении в пучки и разрезании актиновых филаментов. У позвоночных виллиновые белки помогают поддерживать микрофиламенты ворсинок щеточных каемок. Однако в эксперименте с нокаутными по гену виллина мышами у них формировались нормальные по ультраструктуре микроворсинки, что говорит о до конца невыясненной функции виллина; возможно, он играет роль в клеточной пластичности вследствие разрезания F-актина. Шесть повторяюшихся участков основной части виллина отвечают за разрезание актина при участии Ca2+, в то время как головка отвечает за сшивание и связывание (независимые от Ca2+). Виллин предположительно контролирует разрезание актина щеточных каемок при воздействии Ca2+. Са2+ задерживает протеолитическое расщепление доменов 6 N-концевого участка, которое препятствует расщеплению актина. У нормальных мышей увеличение количества Са2+ вызывало разрезание актиновых микрофиламентов виллином, в то время как у нокаутных по этому гену мышей эта активность не наблюдается при повышении уровня кальция. В присутствии низких концентраций Са++ головка виллина связывает актиновые филаменты, в то время как в присутствии высоких концентраций Са++ N-концевые участки разрывают эти филаменты. Присоединение к виллину PIP2 задерживает образование необычных структур и разрыв актина и усиливает связывание в области головки, возможно вследствие структурных перестроек белка. PIP2 усиливает образование пучков из актиновых микрофиламентов, причем не только путём уменьшения разрезающей активности виллина, но и с помощью отделения от филаментов кэпирующих белков, высвобождения мономеров актина из комплексов со связывающими белками и стимулирования нуклеации и образования поперечных сшивок между филаментами.